# Heinz-Jürgen Görtz
Heinz-Jürgen Görtz (* 2. April 1948 in Duisburg; † 15. Mai 2020) war ein deutscher römisch-katholischer Theologe und Hochschullehrer.

## Leben
Görtz studierte römisch-katholische Theologie und Germanistik an der Universität Bochum. Von 1984 bis 2011 war Görtz Professor an der Universität Hannover.

## Werke (Auswahl)
- Franz von Baaders "Anthropologischer Standpunkt" (Symposion 56) Freiburg/München 1977
- Einladung zum Glauben. Vom Verstehen des Menschen zum Verstehen des Glaubens (gemeinschaftlich mit Reinhard Göllner/Klaus Kienzler), Freiburg/Basel/Wien 1979
- Religion – Kirche – Gott, Leipzig 1982 (gemeinschaftlich mit Reinhard Göllner/Klaus Kienzler)
- Tod und Erfahrung. Rosenzweigs "erfahrende Philosophie" und Hegels "Wissenschaft der Erfahrung des Bewußtseins", Düsseldorf 1984
- Franz Rosenzweigs neues Denken. Eine Einführung aus der Perspektive christlicher Theologie (Bonner Dogmatische Studien Bd. 12), Würzburg 1992
- In der Spur des "neuen Denkens". Theologie und Philosophie bei Franz Rosenzweig (Rosenzweigiana Band 2), Freiburg/München 2008